# Irmandades da Fala
As Irmandades da Fala foram um conjunto de organizações nacionalistas galegas, ativas entre 1916 e 1936, que lutaram pela reabilitação do galego como língua principal daquela comunidade.

## História
A 5 de janeiro de 1916, Antón Vilar Ponte começou, nas páginas de La Voz de Galiza, uma campanha para a criação duma Liga de Amigos do Idioma Galego e, em março do mesmo ano, publicou o folheto Nacionalismo galego (Apuntes para un libro). A nosa afirmación rexional, virado para a defesa, dignificação e cultivo da língua galega.
A proposta foi bem acolhida por diferentes setores ideológicos, embora houvesse duas tendências principais, a de origem tradicionalista de Antón Losada Diéguez e a liberal democrata.
A 18 de maio de 1916, numa reunião nos locais da Real Academia Galega da Corunha acordou-se a criação duma  Irmandade dos Amigos da Fala, e foi nomeado Antón Vilar Ponte como seu Primeiro Conselheiro. De seguida, constituem-se os agrupamentos locais de Santiago de Compostela, Monforte de Lemos, Pontevedra, Ourense e Vilalba.
A 14 de novembro de 1916, apareceu o seu órgão oficial A Nosa Terra, inteiramente em galego (que conta desde o começo com 2000 subscritores).
Em setembro de 1917, colaborou com a Lliga Regionalista catalã para concorrer às eleições parlamentares de fevereiro de 1918, conseguindo competir apenas em três distritos e não ganhando em nenhum.
Da I Assembleia Nacionalista de 17 e 18 de novembro de 1918 resultou um Manifesto Nacionalista que constituiria a base comum de todos os programas do nacionalismo galego até à Guerra Civil de Espanha: a Galiza é definida como nação, sendo reclamada a autonomia integral e a co-oficialidade do galego.
Em 1919, decorreu  a II Assembleia Nacionalista em Santiago de Compostela, enquanto que a III Assembleia seria em Vigo, em 1921.
Na IV Assembleia Nacionalista de Monforte, em 1922, as Irmandades dividiram-se, com a Irmandade da Corunha e algumas pequenas da comarca mantendo as formulações originais, e as restantes constituindo a Irmandade Nacionalista Galega, dirigida por Vicente Risco. A Irmandade da Corunha, dirigida por Alfredo Somoza e Ángel Casal, continuou a editar A Nosa Terra durante a ditadura.
Entre 1929 e 1930, as Irmandades foram reorganizadas, culminando na VI Assembleia Nacionalista da Corunha de 1930. Na VII Assembleia Nacionalista de Pontevedra, em dezembro de 1931, decidiu-se a criação de um partido que aglutinasse o galeguismo, que tomou o nome de Partido Galeguista (PG).
A Irmandade da Fala da Corunha tomou a decisão, na assembleia de fevereiro de 1932, de passar a formar parte do PG, conservando o seu nome. Isto provocou a última cisão entre aqueles membros da Irmandade que eram já militantes de outros partidos políticos. A Irmandade da Corunha continuaria em funcionamento até ao golpe de estado de 1936.

## Afiliação
No final de 1916, as seis irmandades locais contavam com 200 afiliados, e, em novembro de 1918, as treze irmandades tinham 700 afiliados, a mais importante, a da Corunha com cerca de 350. Em 1919, permanecem 500 afiliados e, em 1924, só restam 200. Depois da ditadura de Primo de Rivera  renasceram as Irmandades, que chegaram a dezasseis agrupamentos, com 700 afiliados em 1929 e quarenta e seis agrupamentos em 1931. A maior parte dos afiliados era constituído por intelectuais e profissionais liberais.